# Mallota sufficiens
Mallota sufficiens är en tvåvingeart som beskrevs av Charles Howard Curran 1928. Mallota sufficiens ingår i släktet hålblomflugor, och familjen blomflugor. Inga underarter finns listade i Catalogue of Life.